# 江崎道朗
江崎道朗（1962年—）是一位日本政治评论家。

## 生平
1962年出生于日本福冈县大川市，1984年毕业于九州大学哲学科。之后进入日本青年协议会杂志社担任机关杂志《祖国和青年》总编辑。1997年进入日本会议事务总局任职，在日本会议国会议员恳谈会担任政策研究员。2020年3月和渡濑裕哉、仓山满共同成立一家智库。

## 荣誉
- 2019年获得第20回正论新风奖 [4]